# Manuel José Quintana

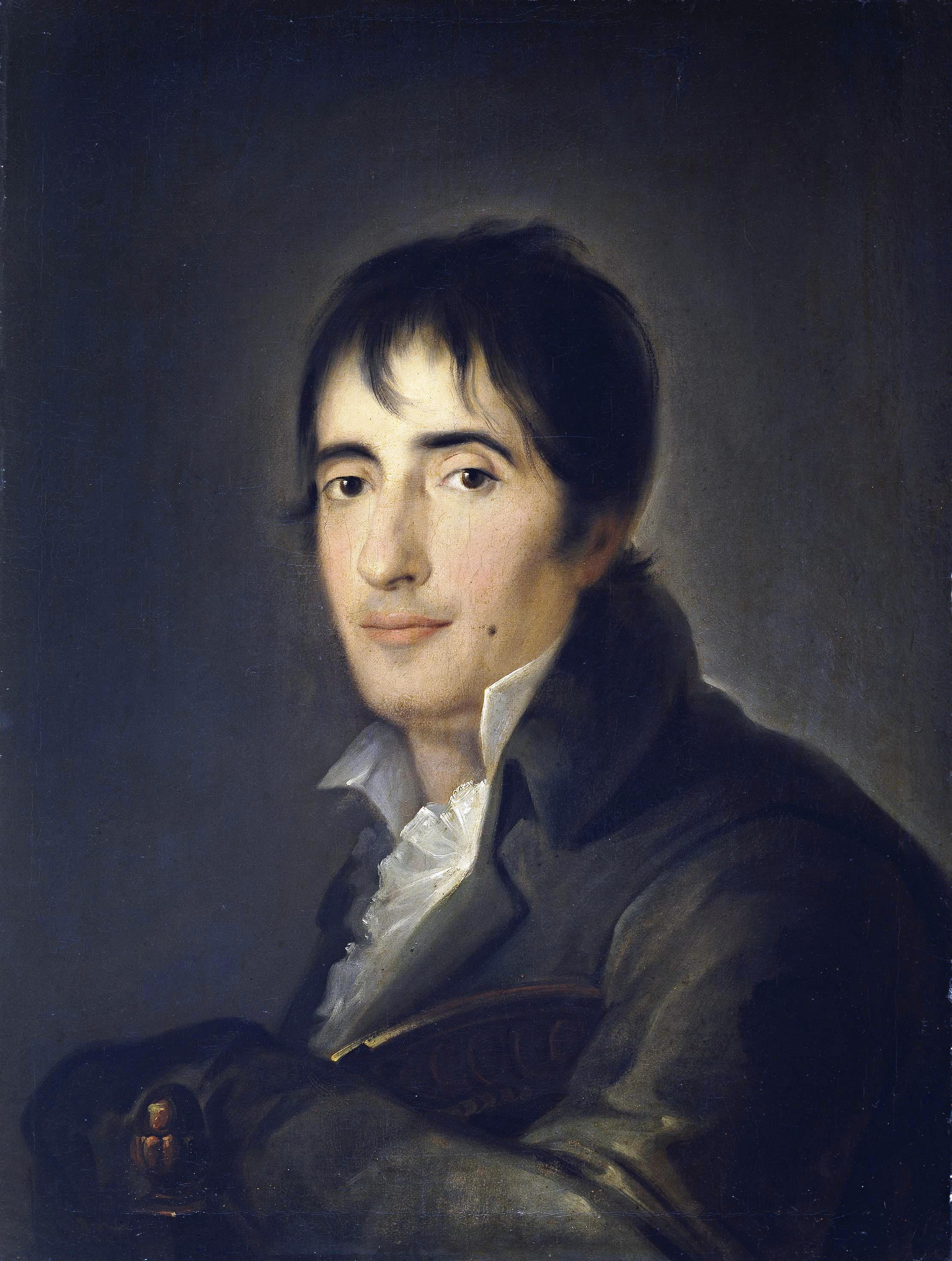
Manuel José Quintana

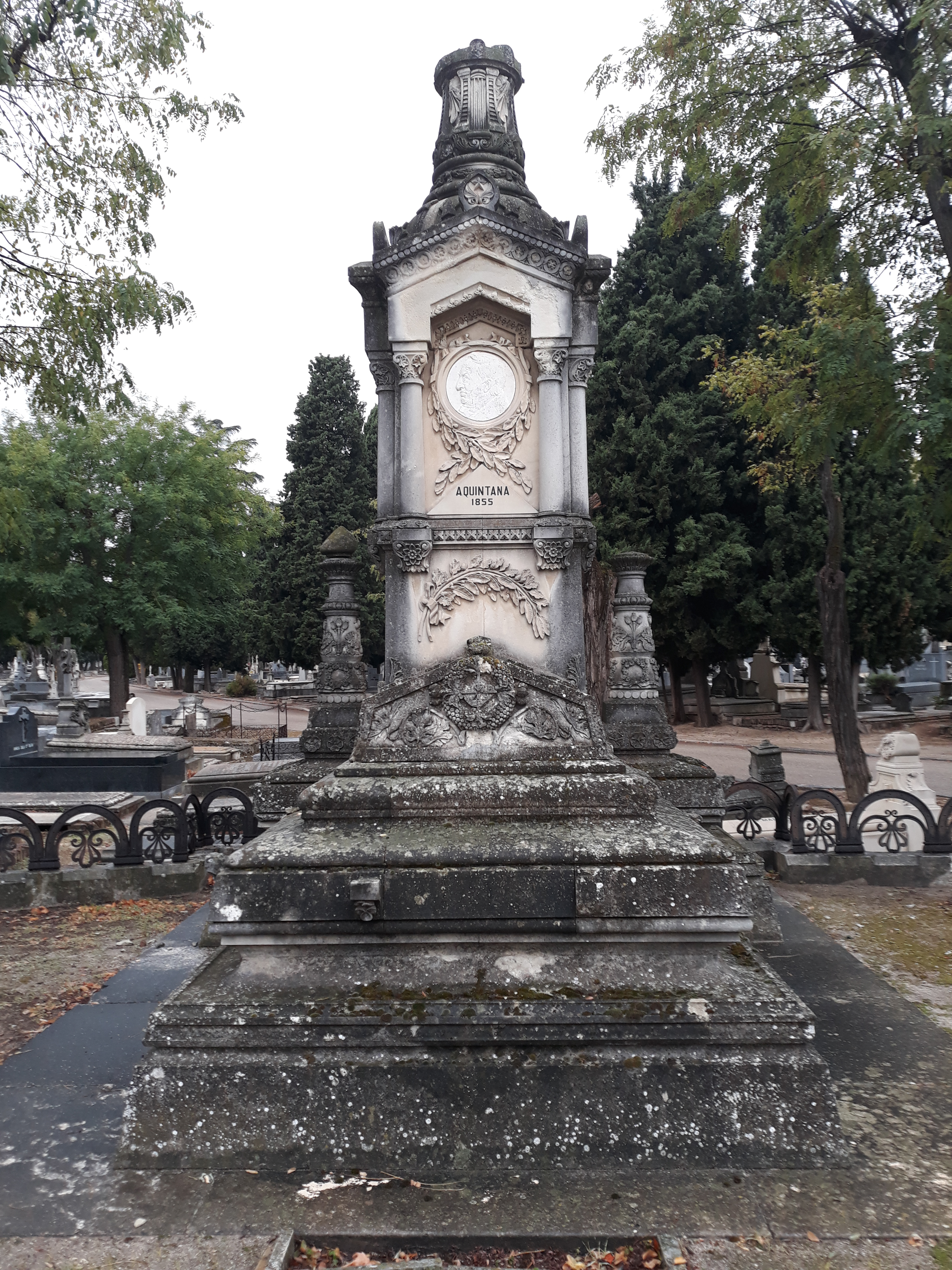
Das Grab von Manuel José Quintana auf dem Almudena-Friedhof in Madrid.

Manuel José Quintana y Lorenzo (* 11. April 1772 in Madrid; † 11. März 1857 ebenda) war ein spanischer Dichter und Dramatiker.

## Leben
Quintana studierte in Córdoba und Salamanca die Rechte und ließ sich sodann als Advokat in Madrid nieder, wo er nach und nach Fiskalagent der Handelsjunta, Theaterzensor, Generalsekretär der Zentraljunta und Sekretär im Übersetzungsbüro im Außenministerium wurde.
Nach dem Einfall der Franzosen war er eines der tätigsten Mitglieder der patriotischen Partei und gründete mit anderen das Semanario patriótico, welches ganz besonders den Zweck hatte, zum Widerstand gegen die Fremdherrschaft zu ermuntern.
Auch redigierte er die Variedades de ciencias, literatura y arte, eine der besten spanischen Zeitschriften ihrer Art. Auch verfasste er die meisten Proklamationen und Manifeste der insurrektionellen Junten.
Trotzdem wurde er nach Ferdinands VII. Rückkehr als Verbreiter liberaler Ideen verfolgt und in Haft gehalten, bis die Revolution von 1820 ihm die Freiheit verschaffte.
In seine früheren Stellungen wieder eingesetzt, erhielt er 1821 noch den Posten eines Präsidenten der Generalstudienkommission, verlor aber bei der Restauration von 1823 alle jene Ämter abermals und zog sich, aus Madrid verwiesen, in die Extremadura zurück, bis er sich 1828 durch eine Ode auf die Vermählung Ferdinands VII. die Erlaubnis zur Rückkehr in die Hauptstadt erkaufte.
1833 wurde er wieder Sekretär im Übersetzungsbüro, später Mitglied der Ersten Kammer, Generaldirektor des öffentlichen Unterrichts und Erzieher der Königin Isabella II., welche ihn am 25. März 1855 in öffentlicher Versammlung der Cortes zum Dichter krönte.

## Werk
Von Quintanas Gedichten, welche 1795 und 1802 erschienen, wurden besonders seine Oden ausgezeichnet, und unter diesen ist die Oda á la mar besonders berühmt. Alle wurden jedoch durch ihren Patriotismus ungemein populär. Von geringerer Bedeutung sind Quintanas Dramen. Auch als Historiker hat Quintana sich einen Namen gemacht durch seine Vidas de Españoles célebres.
Quintana machte sich auch durch seine Anthologien Poesías selectas castellanas desde el tiempo de Juan de Mena und Musa épica castellana um die Geschichte der spanischen Dichtkunst verdient gemacht. Gesammelt erschienen seine Werke im 19. Band von Luca de Tena y Bethencourts Biblioteca de autores españoles desde la formación del lenguaje hasta nuestros días (índices generales, tomos 72 a 225; Madrid: Rivadeneyra. Madrid: Ediciones Atlas, 1970), dann als Obras poéticas.

### Werke Spanisch
- Vidas de españoles célebres: El Cid; Guzmán el Bueno; Roger de Lauria. Madrid: Espasa-Calpe, 1959.
- Poesías completas. Ed., introducción y notas de Albert Dérozier. Madrid: Ed. Castalia, 1980, ISBN 84-7039-094-5.
- Selección poética. Manuel J. Quintana. Ed. prep. por Rogelio Reyes Cano. Madrid: Ed. Nacional, 1978. Biblioteca de la literatura y el pensamiento hispánicos ; 33. H.

### Werke Deutsch
- Friedrich Engels:[1] Zur Erfindung des Buchdrucks  (= A la invención de la imprenta). In: 1840. Gutenbergs-Album. Hrsg. von Heinrich Meyer. Johann Heinrich Meyer, Braunschweig 1840, S. 209, 211, 213, 215, 217, 219, 221, 223, 225. MDZ Reader
- Lebensbeschreibungen berühmter Spanier. Übers. durch Wolf Grafen v. Baudissin. Berlin: Reimer, 1857.